# Бевилаккуа
Бевилаккуа (Бевилакква; итал. Bevilacqua) — коммуна в Италии, располагается в провинции Верона области Венеция.
Население составляет 1691 человек, плотность населения составляет 141 чел./км². Занимает площадь 12,12 км². Почтовый индекс — 37040. Телефонный код — 0442.
Покровителем коммуны почитается святой Антоний Великий. Праздник ежегодно празднуется 17 января.